# Comuna de Koszarawa
Koszarawa (polaco: Gmina Koszarawa) é uma gminy (comuna) na Polónia, na voivodia de Santa Cruz e no condado de Żywiecki. A sede do condado é a cidade de Koszarawa.
De acordo com os censos de 2004, a comuna tem 2515 habitantes, com uma densidade 80,5 hab/km².

## Área
Estende-se por uma área de 31,24 km², incluindo:
- área agricola: 44%
- área florestal: 52%

## Demografia
Dados de 30 de Junho 2004:
|                      | Total   | Total | Mulheres | Mulheres | Homens  | Homens |
| -------------------- | ------- | ----- | -------- | -------- | ------- | ------ |
|                      | pessoas | %     | pessoas  | %        | pessoas | %      |
| População            | 2515    | 100   | 1258     | 50       | 1257    | 50     |
| Densidade (pop./km²) | 80,5    | 100   | 40,3     | 40,3     | 40,2    | 40,2   |

De acordo com dados de 2002, o rendimento médio per capita ascendia a 1284,49 zł.

## Comunas vizinhas
- Jeleśnia, Stryszawa, Zawoja.